# Lovisa svenska församling

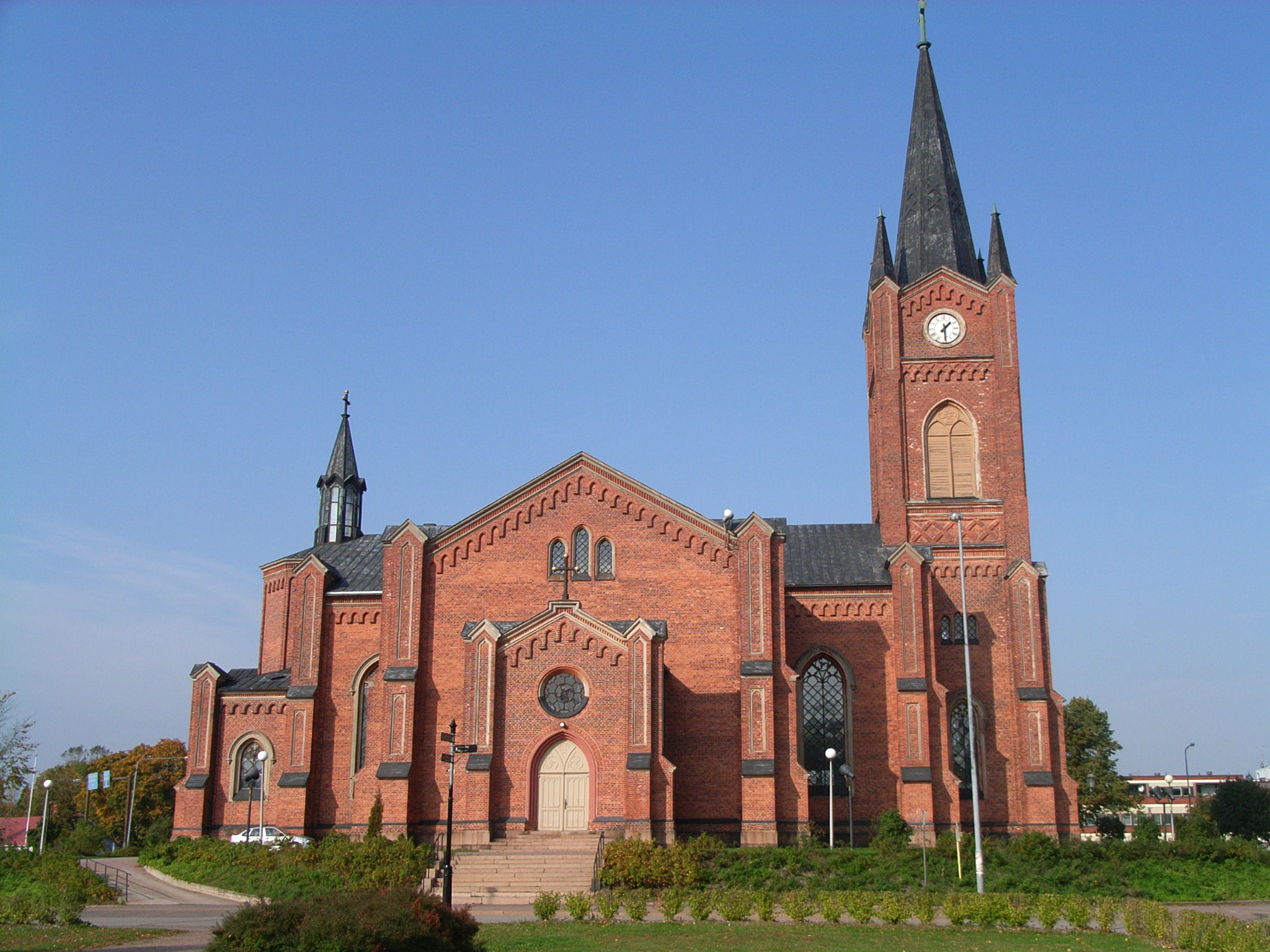
Lovisa kyrka från söder

Lovisa svenska församling var en församling i Domprosteriet i Borgå stift inom Evangelisk-lutherska kyrkan i Finland. En språkligt odelad Lovisa församling verkade på orten 1750-1957. Därefter delades församlingen för att möta behovet av en ökad finskspråkig inflyttning. Den svenska församlingen verkade bland de svenskspråkiga inom den ursprungliga Lovisa stad 1958-2018; vid slutet av år 2018 var de 2 371 till antalet. Den 1.1.2019 bildades en enda svensk och en finsk församling inom hela staden samt Lappträsk kommun.

## Historia
Lovisa stad grundades 1745 på Pernå sockens område med namnet Degerby. Strax därefter (1750) bröts också församlingen ut ur Pernå församling. Då kung Adolf Fredrik besökte staden 1752, bytte den namn till Lovisa efter drottning Lovisa Ulrika. 
År 1855 brann stora delar av staden, inklusive kyrkan. År 1865 invigdes den nuvarande kyrkan, byggd i rödtegel i nygotisk stil.
Församlingen delades 1958 på språklig grund i Lovisa svenska församling och Lovisa finska församling. De båda församlingarna delar på fastigheterna; bland annat är Lovisa kyrka hemkyrka för dem båda. 
År 2010 sammanslogs flera kommuner med staden, medan två kyrkliga samfälligheter gick ihop 2015. Den kyrkliga administrationen har sedan 2005 skötts gemensamt inom Lovisanejdens kyrkliga samfällighet för Liljendals, Lovisa svenska och finska, Pernå och Strömfors församlingar, och 2015 kom Lappträsk svenska och finska församlingar med. 
Från den 1.1.2019 slogs de sju församlingarna samman och bildade Agricola svenska församling till vilka Lovisa stads och Lappträsks kommuns alla svenskspråkiga medlemmar i kyrkan hör och Agricola finska församling till vilken de finskspråkiga hör.

## Kyrkoherdar

### Lovisa församling
- David Starck (1750–1778)
- Zacharias Cygnæus d.ä. (1780–1791)
- Henrik Calonius (1792–1805)
- Karl Adolf Hougberg (1810–1840)
- Gustaf Leonard Stenbäck (1844–1861)
- Karl Albert Hackzell (1876–1892)
- Ivar Alarik Nikander (1895–1918)
- Arnold Schalin (1920–1957)
- Leo von Martens (1957–1958)

### Lovisa svenska församling
- Leo von Martens (1958–1982)
- Lars Junell (1982–2006)
- Henrik Weckström (2007–2012)
- Karl af Hällström (2012–2018)

### Lovisa finska församling
- Paavo Elovaara (1959–1975)
- Niilo Outakoski (1975–1980)
- Veli-Matti Hynninen (1980–2012)
- Seppo Apajalahti (2012–2018)